# Dorymyrmex goetschi
Dorymyrmex goetschi är en myrart som beskrevs av Goetsch 1933. Dorymyrmex goetschi ingår i släktet Dorymyrmex och familjen myror. Inga underarter finns listade i Catalogue of Life.